# Classe Costanzo Ciano
La classe Costanzo Ciano fu una classe di incrociatori leggeri della Regia Marina italiana, la cui realizzazione fu autorizzata nel programma di costruzioni navali del 1939.
I Costanzo Ciano sarebbero stati fondamentalmente una ripetizione dei precedenti e ben riusciti incrociatori leggeri classe Duca degli Abruzzi, incorporando alcune migliorie in particolare sotto il profilo dell'armamento antiaereo. Secondo alcune fonti, tuttavia, a dispetto di quanto dichiarato nelle comunicazioni ufficiali della Marina i Ciano nascondevano un progetto più ambizioso, volto alla realizzazione di un'unità capace di operare a lungo raggio negli oceani per insidiare i traffici navali delle potenze anglo-francesi. Il progetto tuttavia non ebbe alcun seguito, e con l'entrata dell'Italia nella seconda guerra mondiale nel giugno 1940 la realizzazione della classe fu annullata senza che nessuna delle sue unità fosse stata anche solo impostata.

## Storia

### Il progetto
Nel dicembre 1933 la Regia Marina italiana impostò i due incrociatori leggeri della classe Duca degli Abruzzi (Luigi di Savoia Duca degli Abruzzi e Giuseppe Garibaldi), varati poi il 21 aprile 1936 ed entrati in servizio nel dicembre 1937. Ultima evoluzione della serie degli incrociatori "tipo Condottieri", i Duca degli Abruzzi rappresentavano per l'Italia l'apice della loro tipologia: navi da 11 500 tonnellate di dislocamento, i Duca degli Abruzzi erano in pratica unità di squadra, ben potendo operare a fianco delle unità da battaglia di prima fila anche grazie alla loro corazzatura spessa 140 mm, valore di poco inferiore a quello degli incrociatori pesanti classe Zara; l'armamento principale era stato potenziato, con dieci cannoni OTO/Ansaldo 152/55 mm rispetto agli otto dei precedenti "Condottieri", mentre identico era rimasto l'armamento antiaereo con otto cannoni da 100/47 mm e 16 mitragliere.
Se la potenza dell'armamento principale veniva considerata più che soddisfacente, non altrettanto si poteva dire per quella dell'armamento antiaereo, in particolare per l'ormai sopraggiunta obsolescenza del pezzi da 100/47 nei confronti dei progressi tecnici dei velivoli dell'epoca. Nel programma di costruzioni navali approvato nel 1939, quindi, la Regia Marina propose di realizzare fondamentalmente una replica dei Duca degli Abruzzi equipaggiandoli però con il nuovo cannone antiaereo da 90/50 Mod. 1939, da poco sviluppato dall'Ansaldo proprio come sostituto del 100/47 e destinato ad armare le nuove navi da battaglia classe Littorio in quel momento in costruzione. Secondo le pubblicazioni dell'epoca la nuova classe si sarebbe composta come la precedente di due unità, dedicate a due comandanti di MAS della prima guerra mondiale: Costanzo Ciano (all'epoca da poco scomparso) e Luigi Rizzo; visto che Rizzo era ancora vivente all'epoca della progettazione delle unità, il nome della seconda unità fu poi cambiato in "Venezia". In talune fonti si accenna anche alla possibilità che la classe si sarebbe composta in realtà di tre o quattro unità.

### Caratteristiche
I nuovi incrociatori classe Costanzo Ciano sarebbero stati unità di poco più grandi rispetto ai Duca degli Abruzzi, con uno scafo dalla lunghezza fuori tutto di 189 metri, dalla larghezza massima di 19 metri e dal pescaggio di 6,8 metri; il dislocamento standard si sarebbe aggirato sulle 9 800 tonnellate, salendo a 12 000 tonnellate con la nave a pieno carico di combattimento. L'apparato propulsivo, sempre su due turbine a vapore azionanti altrettanti alberi motore e alimentate da otto generatori di vapore, sarebbe stato leggermente potenziato rispetto ai precedenti incrociatori leggeri, raggiungendo complessivamente una potenza di 115 000 hp (86 000 kW) il che avrebbe garantito una velocità massima di 32-33 nodi. Come detto, l'armamento principale sarebbe rimasto identico ai Duca degli Abruzzi, con dieci cannoni da 152/55 mm disposti in quattro torri: due a prua e due a poppa, con in ogni complesso una torre binata sovrapposta a una tripla; secondo un'altra configurazione, invece, i pezzi sarebbero stati nove in tre torri triple, di cui una sola a prua e due a poppa sovrapposte.
L'armamento antiaereo pesante sarebbe stato invece costituito da otto cannoni da 90/50 mm, disposti in torrette stabilizzate singole concentrate nella sezione centrale della nave; per la difesa a breve raggio sarebbero poi state disponibili otto mitragliere Breda 37/54 mm e dodici mitragliere Breda 20/65 Mod. 1935. Come armamento silurante sarebbero stati imbarcati sei tubi lanciasiluri da 533 mm, mentre un'aggiunta peculiare all'armamento sarebbero stati due obici di nuova progettazione capaci di lanciare tanto dei proiettili illuminanti per gli scontri notturni quanto delle bombe di profondità in funzione anti-sommergibili; per la ricognizione a lungo raggio sarebbe stata imbarcata una catapulta per il lancio di due o quattro idrovolanti.
Analizzando i documenti dell'epoca, alcuni autori sono giunti alla conclusione che le reali caratteristiche dei nuovi incrociatori erano state taciute nei progetti ufficiali della Regia Marina, e che i Costanzo Ciano si sarebbero rivelate unità piuttosto diverse da dei meri "Duca degli Abruzzi migliorati". Secondo questa interpretazione, i progetti della Regia Marina celavano piuttosto l'intenzione di realizzare tre incrociatori con capacità oceaniche, prima componente di una più ampia "flotta di evasione" che avrebbe dovuto operare fuori dal ristretto bacino del mar Mediterraneo e insidiare il predominio di Francia e Regno Unito sugli oceani; in particolare i Costanzo Ciano, dotati di un'autonomia di almeno 12 000 miglia nautiche (eventualmente garantita dall'installazione di nuovi motori diesel), avrebbero formato una squadra navale dislocata nei porti dell'Africa Orientale Italiana e incaricata di condurre una guerra al traffico navale commerciale nella regione dell'Oceano Indiano.
Ad ogni modo, nessuno di questi supposti progetti ebbe mai alcuna realizzazione pratica. Il 10 giugno 1940, quando ancora nessuno dei progettati incrociatori classe Costanzo Ciano era ancora stato anche solo impostato, l'Italia entrò in guerra contro gli anglo-francesi e il programma di costruzioni del 1939 venne fondamentalmente cancellato per concentrare l'industria nella produzione di unità di più immediato impiego.

## Unità
| Nome           | Impostazione  | Varo       | Entrata in servizio |
| -------------- | ------------- | ---------- | ------------------- |
| Costanzo Ciano | mai impostata | mai varata | mai completato      |
| Venezia        | mai impostata | mai varata | mai completato      |